# Brockes-Passion (Händel)
Brockes-Passion, Brockes Passion (La Passió de Brockes), o Der für die Sünde der Welt gemarterte und sterbende Jesus (en català: La Història de Jesús, Sofriment i Mort pels Pecats del Món), és un oratori alemany amb llibret de Barthold Heinrich Brockes. Fou publicada inicialment l'any 1712 i va aconseguir unes 30 o més edicions en els següents 15 anys.
L'adaptació musical més famosa del text de Brockes és la que va fer el compositor barroc George Frideric Handel (HWV 48). Altres compositors que adaptaren aquest text són Reinhard Keiser (1712), Georg Philipp Telemann (1716), Johann Mattheson (1718), Gottfried Heinrich Stölzel (1725), Johann Friedrich Fasch (1723) i molts altres.

## Text de Brockes

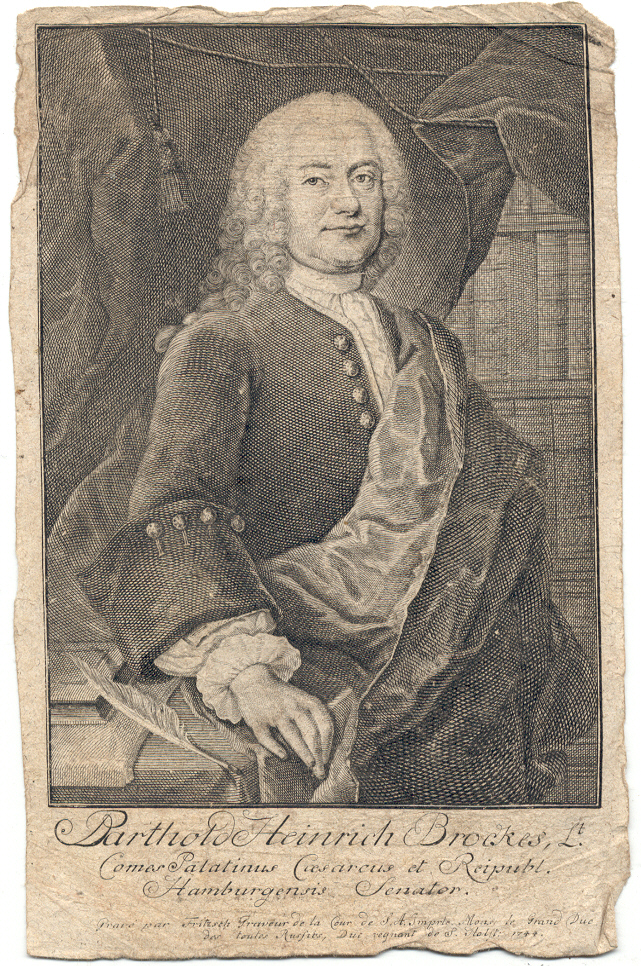
Gravat amb el retrat de Brockes (1744) per Christian Fritsch (1704–1760)

Barthold Heinrich Brockes fou un poeta alemany influent que va reelaborar la forma tradicional la Passió per a un oratori, tot afegint una poesia reflexiva i descriptiva, de vegades d'una gran imaginació i càrrega emocional, afegida a la textura de la Passió. La Passió de Brockes fou molt admirada i adaptada a la música en nombrosos ocasions a l'Alemanya del barroc, tot i que en altres moments i en altres països alguna part de la poesia de Brockes els semblava d'un gust més aviat pobre.:133 En la versió de Brockes un tenor evangelista narra els passatges de recitatiu amb esdeveniments de tots quatre evangelis sobre el patiment de Jesús i la seva mort. Els personatges de la narració (Jesús, Pere, Pilat, etc.) tenen els seus diàlegs també dins el recitatiu; el cor canta els passatges que descriuen la declamació del poble; i també hi ha textos poètics, de vegades en la forma d'àries, de vegades també dins els corals, que reflecteixen els esdeveniments.:132 Algunes de les àries són per als protagonistes de la Passió –com Jesús, Pere, etc.–, però Maria, la mare de Jesús, té una part cantada, i també altres personatges "ficticis", com la filla de Zió, o els quatre solos i un cor de les Ànimes creients, que també fan observacions i comentaris.:132

## La versió de Händel
Des de 1712, als 27 anys, el músic alemany G. F. Händel va anar a viure a Londres. No se sap exactament perquè o quan Händel va musicar el text de la Passio de Brockes ja utilitzada per altres compositors, però si que es coneix una data de la seva interpretació a Hamburg el 1719.
La Brockes Passion de Handel és "una contribució enterament digna al repertori del seu gènere." És una obra llarga i contemplativa per a solistes vocals, cor i un conjunt instrumental amb alguns passatges d'una gran bellesa, com el duet de Maria i el seu fill. Hi ha pocs cors, fet que pot sorprendre sabent la part coral d'obres posteriors de Handel; és una part més curta i superficial si es compara amb les àries, algunes de les quals són en un estil operístic, altres amb un senzill acompanyament amb solo d'oboè o de violí obbligato.
Johann Sebastian Bach va tenir-la com un referent en la seva Passió segons sant Joan. En l'última dècada de la seva vida Bach utilitzà set àries de la Passió de Brockes de Händel en la seva Passió segons sant Marc, un pastitx, i la va interpretar en un arranjament seu el 1746.

## Enregistraments
- Edda Moser (soprano), Maria Stader (soprano), Jerry J. Jennings (Tenor), Ernst Haefliger (tenor), Paul Esswood (alto), Theo Adam (baix-baríton), Jakob Stämpfli (baix), Schola Cantorum Basiliensis, Regensburg Cathedral Choir, August Wenzinger (director). ArkivMusik 463644 (1967).
- Mária Zádori (soprano), Eva Bártfai-Barta (soprano), Katalin Farkas (soprano), Eva Lax (alto), Péter Baján (contratenor), Tamás Csányi (contratenor), Drew Minter (contratenor), János Bándi (tenor), Guy de Mey (tenor), Martin Klietmann (tenor), Gunter Burzynski (baríton), Capella Savaria, Hallé State Chorus, Nicholas McGegan (director). Hungaroton 12734/36 (1995).
- Nele Gramss (soprano), Johanna Angle (soprano), Elvira Bill (mezzo-soprano), gener Thomer (contratenor), Markus Brutscher (tenor), Oxley James (tenor), Michael Dahmen (baix), Markus Flaig (baix), Collegium Cartusianum, Kölner Kammerchor, Peter Neumann (director). Carus 83.428/00 (2010).